# América Televisión
América Televisión (anche nota come America TV) è un canale televisivo nato il 15 dicembre 1958; è il secondo più antico del Perù e il primo di tipo commerciale. È affiliato alla messicana Televisa. Appartiene al gruppo Plural TV.

## Programmi Televisivi
- De vuelta al barrio